# Syndrome génital oculocutané
Le syndrome génital oculocutané est une maladie rare identifiée en 2021 au Maroc par les équipes des Professeurs Ahmed Bouhouche et Mohammed Belmekki.
Cette maladie génétique, identifiée dans une fratrie marocaine, est causée par une mutation du gène SDR42E identifié à cette occasion. Ce gène joue un rôle important dans la « régulation du métabolisme du cholestérol, dans le maintien du tissu conjonctif ainsi que de la maturation sexuelle chez l'homme ».

## Manifestations cliniques
La maladie se manifeste notamment par un amincissement de la cornée.

## Perspectives thérapeutiques
La découverte de ce gène ouvre des perspectives de recherche pour le traitement de cette maladie ou d'autres, associées à la baisse des hormones sexuelles avec l'âge :
- sècheresse oculaire ;
- kératocône ;
- perte de l’élasticité de la peau ;
- alopécie ;
- troubles musculosquelettiques.